# 道の駅奄美大島住用
道の駅奄美大島住用（みちのえき あまみおおしますみよう）は、鹿児島県奄美市にある国道58号の道の駅である。

## 概要
鹿児島県内の離島初の道の駅として開駅。黒潮の森マングローブパーク園内の西側に位置している。
隣島、徳之島に鹿児島県内離島2か所目となる道の駅とくのしまが2024年12月22日に開駅するまでは、鹿児島県の離島唯一の道の駅であった。
2015年1月に「マングローブ原生林等の貴重な地域資源の活用や世界遺産登録を見据え、インバウンド観光拠点の創生」を理由として重点道の駅候補に選定された。

## 施設
- 駐車場
  - 普通車：95台
  - 大型車：4台
  - 身障者用：3台
- トイレ
  - 男：大 4器（3器）、小 7器（5器）
  - 女：7器（5器）
  - 身障者用：2器（2器）

※（）内は、24時間利用可能
- 公衆電話
- 公衆FAX
- 黒潮の森マングローブパーク「公園」（9:30 - 18:00）
  - 公園
  - レストラン（10:00 - 18:00）
  - 売店
  - カヌー体験（出発時間が10:00 - 16:00の間、5回程）

### 管理
- 株式会社マングローブ公社

## 休館日
- 1月1日

## アクセス
- 国道58号 - 登録路線

## 周辺
- 奄美市住用総合支所
- 奄美群島国定公園特別保護地区 マングローブ原生林
- 奄美アイランド（植物園）
- 新住用川ダム
- 三太郎峠
- 石釜トンネル
- 住用川
- 役勝川